# Myrsine parvula
Myrsine parvula är en viveväxtart som först beskrevs av Carl Christian Mez, och fick sitt nu gällande namn av M. Otegui. Myrsine parvula ingår i släktet Myrsine och familjen viveväxter. Inga underarter finns listade i Catalogue of Life.